# Phelsuma guimbeaui
Phelsuma guimbeaui is een hagedis die behoort tot de gekko's. Het is een van de soorten madagaskardaggekko's uit het geslacht Phelsuma.

## Naam en indeling
De wetenschappelijke naam van de soort werd voor het eerst voorgesteld door Robert Friedrich Wilhelm Mertens in 1963. De soortaanduiding guimbeaui is een eerbetoon aan een zekere B. Guimbeau die het holotype verzamelde.

## Uiterlijke kenmerken
Phelsuma guimbeaui bereikt een kopromplengte tot 6,2 centimeter en een totale lichaamslengte inclusief staart tot 15 cm. De hagedis heeft een groene kleur en heeft een vage tekening en zichtbare strepen. Het aantal schubbenrijen op het midden van het lichaam bedraagt 89 tot 98.

## Verspreiding en habitat
Phelsuma guimbeaui komt voor in delen van Afrika en leeft endemisch op de Mascarenen. De hagedis is aangetroffen in Mauritius op de eilanden Pailles, La Poresse en Les Mares. In de Verenigde Staten is de soort geïntroduceerd op Hawaï. De habitat bestaat uit droge tropische en subtropische bossen. De soort is aangetroffen van zeeniveau tot op een hoogte van ongeveer 420 meter boven zeeniveau.

## Beschermingsstatus
Door de internationale natuurbeschermingsorganisatie IUCN is de beschermingsstatus 'bedreigd' toegewezen (Endangered of EN).